# Serniki
Serniki è un comune rurale polacco del distretto di Lubartów, nel voivodato di Lublino.
Ricopre una superficie di 75,43 km² e nel 2006 contava 4 833 abitanti.